# Ienakiieve
Ienakiieve (en ukrainien : Єнакієве, en russe : Енакиево, Ienakievo) est une ville de l'oblast de Donetsk, en Ukraine. Sa population s'élevait à 82 629 habitants en 2013.

## Géographie
Ienakiieve est située dans la région industrielle du Donbass, sur la rivière Boulavyn, qui forme avec sa confluence avec la Sadki, la rivière Krynka, principal affluent du fleuve côtier Mious, à 39 km au nord-est de Donetsk.
La ville de Iounokommounarovsk fait partie de son conseil municipal ainsi que plusieurs villages dont Korsoun.

### Communauté urbaine
La ville comprend autour d'elle une communauté urbaine regroupant à l'est la ville de Bounhe et sa voisine au sud la commune urbaine de Droujne, à l'ouest les communes urbaines de Korsoun et de Sofiïvka.

## Histoire

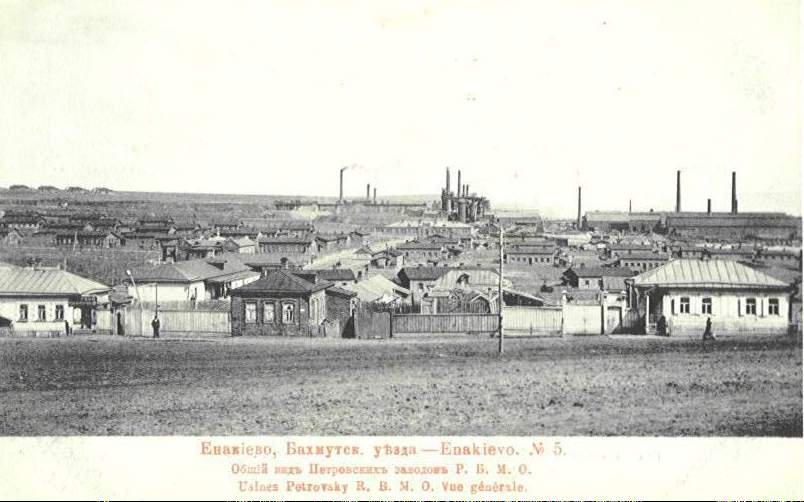
Ienakiieve en 1917.

En 1858, une usine métallurgique expérimentale est établie sur le site de l'actuelle ville de Ienakiieve. L'exploitation des gisements de charbon commence en 1893 et quatre ans plus tard, plusieurs cités ouvrières sont regroupées pour former Enakievo (Ienakiieve aujourd'hui), du nom d'un des fondateurs de l'Usine métallurgique d'Enakievo. En 1898, une grande usine sidérurgique, nommée Petrovski, est créée. Enakievo obtient le statut de ville en 1925. De 1923 à 1936, elle porte le nom de Rykovo, puis, de 1936 à 1944 celui d'Ordjonikidzé, en l'honneur de deux dirigeants soviétiques.

## Population
D'après le recensement de la population de 2001, l'ukrainien était utilisé par 13,8 pour cent de la population dans la vie quotidienne contre plus de 86 pour cent qui emploient le russe. Ienakiieve est au centre d'une agglomération qui comptait 161 500 habitants en 2001.
Recensements (*) ou estimations de la population :
| 1923*  | 1926*  | 1939*  | 1959*  | 1970*  | 1979*   |
| ------ | ------ | ------ | ------ | ------ | ------- |
| 13 749 | 24 291 | 88 566 | 92 306 | 92 131 | 114 163 |

| 1989*   | 2001*   | 2010   | 2011   | 2012   | 2013   |
| ------- | ------- | ------ | ------ | ------ | ------ |
| 120 332 | 103 997 | 87 243 | 85 663 | 84 187 | 82 629 |

## Économie
Ienakiieve est aujourd'hui une ville minière et industrielle (métallurgie et chimie). Mais ses industries sont obsolètes. Les autorités soviétiques y avaient mis en œuvre un projet de minage nucléaire (Ядерний вибух у Донецькій області) en 1979. La principale entreprise de la ville est l'Usine métallurgique de Enakievo (en russe : Енакиевский металлургический завод), qui employait 7 800 salariés en 2007.

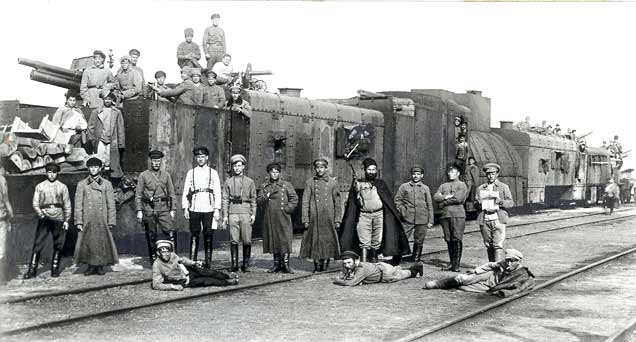
Train blindé capturé en la gare en 1919.
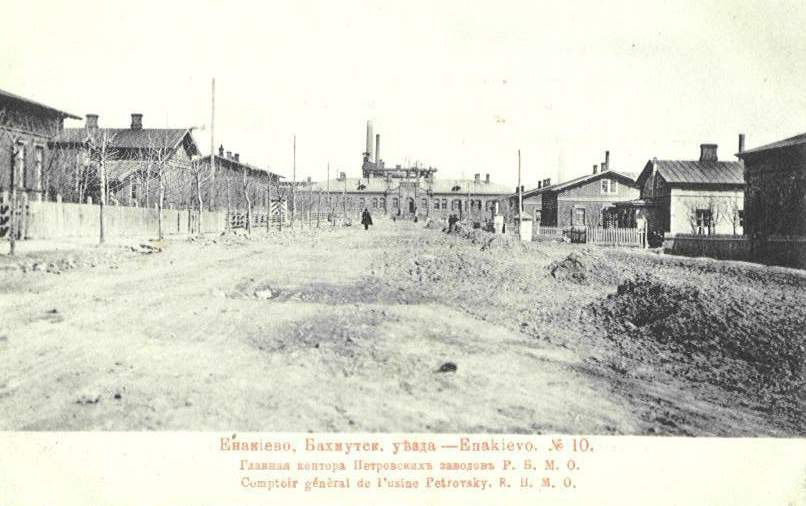
Usine Petrovski.
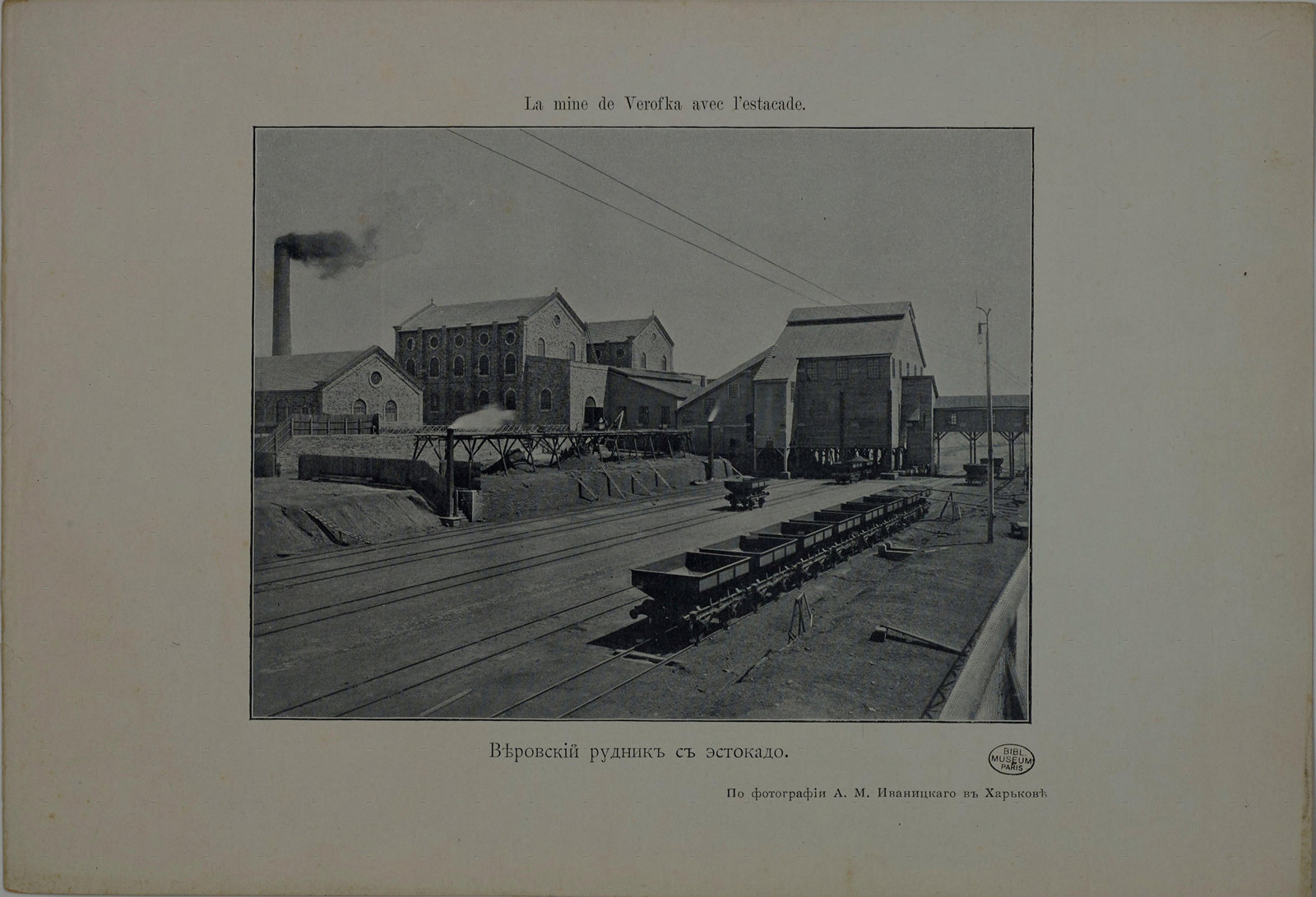
La mine Verovka.

## Personnalité
- Youri Bogatikov, chanteur soviétique, est né à Ienakiieve en 1932.
- Viktor Ianoukovytch, homme politique ukrainien, est né à Enakievo en 1950.

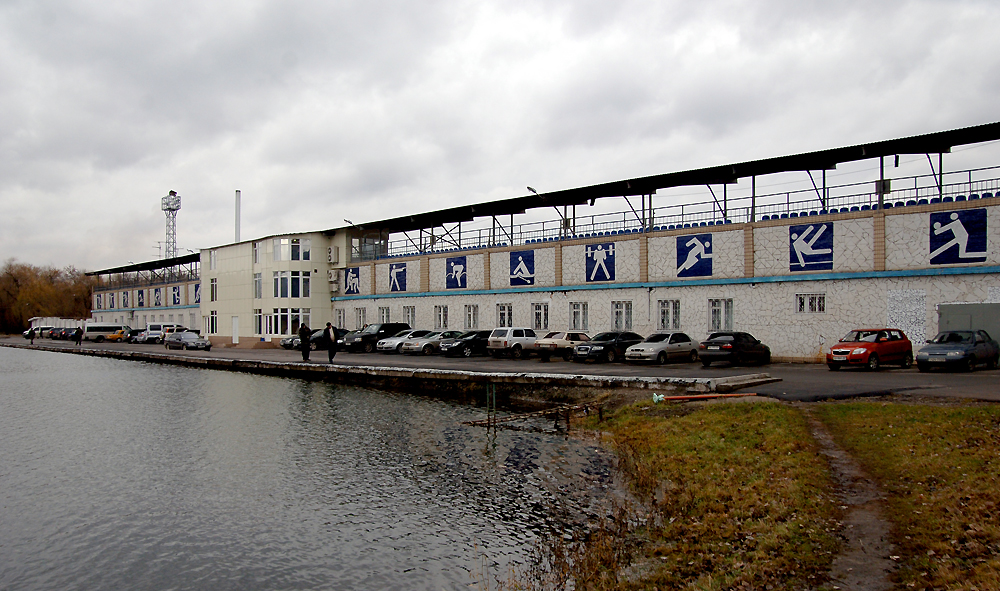
Stade Metallourg.